# Yvan Theys
Yvan Theys (Marke, 1 september 1936 - Warcoing, 1 juli 2005) was een Belgisch kunstschilder, tekenaar, graficus en  beeldhouwer. Samen met Alphons Freymuth en Reinier Lucassen behoorde hij in de jaren 1960 tot de grondleggers van de nieuwe figuratie. Deze stroming combineerde herkenbare figuratie, in expressieve stijl geschilderd, met plat geschilderde achtergronden, geometrische symbolen en lyrische elementen. 

## Levensloop
Theys studeerde van 1956 tot 1958 aan de kunstacademie Sint-Lucas in Doornik. In 1959 had hij zijn eerste solo-expositie, in Kortrijk, en volgde hij zijn leermeester Eugène Dodeigne op aan de academie en werd er zelf docent voor expressief tekenen. 
Op zijn vijfentwintigste verwierf hij eerste bekendheid met werk dat aanvankelijk in de trant lag van Cobra en spoedig daarna overging in de stijl van de nieuwe figuratie. In 1964 won hij de Prix de Rome en een medaille van de Europaprijs voor Schilderkunst van de Stad Oostende.
Later in de jaren zestig werd hij met Roger Raveel en Raoul De Keyser en Etienne Elias gezien als een vertegenwoordiger van de 'nieuwe visie', hetgeen een meer Vlaamse beweging was. In zijn schilderwerk pakte hij thema's op uit het wereldgebeuren, zijn dagelijkse leven en universele thema's zoals de relatie man-vrouw. In zijn werk worden de figuren op een emotionele wijze, vaak fragmentarisch, en soms vanuit wisselend perspectief weergegeven.
In zijn latere werk herïnterpreteerde hij ook bekende werken uit de kunstgeschiedenis, zoals werken van Pablo Picasso en Edvard Munch. Theys maakte vele studiereizen, verzamelde Japanse prenten en verrijkte zijn oeuvre met beschilderde houten beelden, assemblages en bronzen die zich in een spanningsveld bewegen tussen figuratie en abstractie.